# Nkolbewa III
Nkolbewa III est un village du Cameroun, situé dans la commune de Ngomedzap, le département du Nyong-et-So'o et la région du Centre.

## Population
En 1963, Nkolbewa III comptait 387 habitants, principalement des Ewondo. Lors du recensement de 2005, on y a dénombré 278 personnes.